# Estación de Aviñón-Centro
La estación de Aviñón-Centro (en francés: gare d'Avignon-Centre) es junto a la estación de Aviñón TGV una de las dos estaciones ferroviarias que posee la ciudad francesa de Aviñón. Por ella transitan tanto trenes de alta velocidad como de larga distancia y regionales. 

## Situación ferroviaria
La estación se encuentra en la línea férrea París-Marsella (PK 741,345). Además, forma parte del trazado de la línea Aviñón - Miramas, variante de la línea férrea París-Marsella que une ambas ciudades sin pasar por Arlés.

## Historia
La llegada del tren a Aviñón se produjo en 1849 cuando la estación fue enlazada con Marsella. Más tarde, en 1854, lo sería con Lyon. La estación, sin embargo, no se construyó hasta 1860 por parte de la recién creada Compañía de Ferrocarriles de París a Lyon y al Mediterráneo. 

## Servicios ferroviarios

### Alta Velocidad
Aunque el grueso del tráfico de alta velocidad se realiza por la estación de Aviñón TGV, los siguientes trenes siguen teniendo parada en la estación:
- Línea París - Miramas. Tren TGV.
- Línea París - Aviñón-Centro. Tren TGV.
- Línea Londres - Aviñón. Tren Eurostar. Estacional, sólo en verano.

### Regionales
Un amplio número de trenes regionales, circulan por Aviñón-Centro:
- Línea Orange - Aviñón-Centro.
- Línea Aviñón-Centro - Marsella-Saint-Charles.
- Línea Aviñón-Centro - Miramas.
- Línea Aviñón-Centro - Montpellier / Béziers o frontera con España vía Portbou.
- Línea Lyon-Part-Dieu - Marsella-Saint-Charles.
- Línea Valence - Aviñón-Centro.